# Азербайджан на юнацьких Олімпійських іграх
Азербайджан брала участь у 3 літніх та 1 зимових юнацьких Олімпійських іграх з моменту їх заснування у 2010 році.

## Медалі

### Медалі на Літніх іграх
| Games             | Золото | Срібло | Бронза | Загалом |
| Сінгапур 2010     | 5      | 3      | 0      | 8       |
| Нанкін 2014       | 5      | 6      | 1      | 12      |
| Буенос-Айрес 2018 | 2      | 1      | 3      | 6       |
| Всього            | 12     | 10     | 4      | 26      |

### Медалі на Зимових іграх
| Games            | Золото          | Срібло          | Бронза          | Загалом         |
| Інсбрук 2012     | Не брала участі | Не брала участі | Не брала участі | Не брала участі |
| Ліллегаммер 2016 | Не брала участі | Не брала участі | Не брала участі | Не брала участі |
| Лозанна 2020     | 0               | 0               | 0               | 0               |
| Всього           | 0               | 0               | 0               | 0               |